# Kanton Pontivy
Der Kanton Pontivy (bretonisch Kanton Pondi) ist seit 1790 ein französischer Wahlkreis im Arrondissement Pontivy, im Département Morbihan und in der Region Bretagne; sein Hauptort ist Pontivy.

## Geschichte
Der Kanton entstand am 15. Februar 1790. Von 1801 bis 2015 gehörten zehn Gemeinden zum Kanton Pontivy. Mit der Neuordnung der Kantone in Frankreich wechselten 2015 alle Gemeinden des bisherigen Kantons Baud zum Kanton Pontivy.

## Lage
Der Kanton liegt im Zentrum und Norden des Départements Morbihan an der Grenze zum Département Côtes-d’Armor.

## Gemeinden
Der Kanton besteht aus 14 Gemeinden mit insgesamt 42.726 Einwohnern (Stand: 1. Januar 2022) auf einer Gesamtfläche von 468,96 km²:
| Gemeinde                | Bretonisch             | Einwohner (2022) | Fläche (km²) | Code postal  | Code Insee |
| ----------------------- | ---------------------- | ---------------- | ------------ | ------------ | ---------- |
| Baud                    | Baod                   | 6.246            | 48,09        | 56150        | 56010      |
| Gueltas                 | Gweltaz                | 532              | 20,45        | 56920        | 56072      |
| Guénin                  | Gwennin                | 1.895            | 28,71        | 56150        | 56074      |
| Guern                   | Gwern                  | 1.379            | 47,01        | 56310        | 56076      |
| Kerfourn                | Kerforn                | 842              | 19,46        | 56920        | 56092      |
| Le Sourn                | Ar Sorn                | 2.128            | 16,05        | 56300        | 56246      |
| Melrand                 | Mêlrant                | 1.559            | 40,39        | 56310        | 56128      |
| Noyal-Pontivy           | Noal-Pondi             | 3.605            | 53,45        | 56920        | 56151      |
| Pluméliau-Bieuzy        |                        | 4.535            | 86,70        | 56310, 56930 | 56173      |
| Pontivy                 | Pondi                  | 14.547           | 24,85        | 56300        | 56178      |
| Saint-Barthélemy        | Bartelame              | 1.182            | 21,90        | 56150        | 56207      |
| Saint-Gérand-Croixanvec | Sant-Jelan-Kroeshañveg | 1.309            | 24,14        | 56920        | 56213      |
| Saint-Gonnery           | Sant-Goneri            | 1.087            | 16,29        | 56920        | 56215      |
| Saint-Thuriau           | Sant-Turiav            | 1.880            | 21,47        | 56300        | 56237      |
| Kanton Pontivy          | Pondi                  | 42.726           | 468,96       | -            | 5615       |

### Kanton Pontivy bis 2015
Der alte Kanton Pontivy umfasste bis zur landesweiten Neuordnung der Kantone 2015 zehn Gemeinden auf einer Fläche von 243,17 km². Diese waren: Croixanvec, Gueltas, Guern, Kerfourn, Noyal-Pontivy, Pontivy (Hauptort), Saint-Gérand, Saint-Gonnery, Saint-Thuriau und Le Sourn.

## Veränderungen im Gemeindebestand seit der landesweiten Neuordnung der Kantone
2022: Fusion Croixanvec und Saint-Gérand → Saint-Gérand-Croixanvec
2019: Fusion Bieuzy und Pluméliau → Pluméliau-Bieuzy

## Bevölkerungsentwicklung
| 1962   | 1968   | 1975   | 1982   | 1990   | 1999   | 2006   | 2012   |
| ------ | ------ | ------ | ------ | ------ | ------ | ------ | ------ |
| 20.147 | 20.622 | 22.179 | 23.491 | 24.380 | 25.148 | 25.807 | 26.589 |